# Маркос Аоас Корреа
Маркос Аоас Корреа, більш відомий як Маркіньйос (порт. Marcos Aoás Corrêa, Marquinhos, нар. 14 травня 1994, Сан-Паулу, Бразилія) — бразильський футболіст, центральний захисник національної збірної Бразилії та французького клубу «Парі Сен-Жермен».
Олімпійський чемпіон 2016 року.

## Клубна кар'єра

### «Корінтіанс»
Вихованець футбольної школи клубу «Корінтіанс». Дорослу футбольну кар'єру розпочав 2011 року в основній команді того ж клубу, в якій провів один сезон, взявши участь лише в шести матчах чемпіонату.

### «Рома»
Своєю грою за цю команду привернув увагу представників тренерського штабу клубу «Рома», до складу якого приєднався 2012 року. Відіграв за «вовків» наступний сезон своєї ігрової кар'єри.

### «Парі Сен-Жермен»
До складу клубу «Парі Сен-Жермен» перейшов 2013 року, відразу ставши одним з основних захисників команди.

## Виступи за збірні
2010 року дебютував у складі юнацької збірної Бразилії, взяв участь у 15 іграх на юнацькому рівні.
2013 року дебютував в офіційних матчах у складі національної збірної Бразилії. Представляв Бразилію на Кубку Америки 2015 і «Столітньому» Кубку Америки 2016 років. Провів на цих турнірах відповідно один і два матчі своєї команди, яка в обох випадках виступила невдало — вибула з боротьби відповідно на стадії чвертьфіналів і на груповому етапі.
2016 року провів шість матчів за олімпійську збірну Бразилії на тогорічних домашніх для бразильців Олімпійських іграх, ставши у її складі золотим олімпійським медалістом.
У травні 2018 року був включений до заявки національної збірної Бразилії для участі в тогорічному чемпіонаті світу.
| Дата       | Місто          | Господарі         | Результат               | Гості          | Турнір                            | Голи | Примітки |
| ---------- | -------------- | ----------------- | ----------------------- | -------------- | --------------------------------- | ---- | -------- |
| 16-11-2013 | Маямі-Ґарденс  | Гондурас          | 0 – 5                   | Бразилія       | товариський матч                  | -    | 72'      |
| 05-09-2014 | Маямі-Ґарденс  | Бразилія          | 1 – 0                   | Колумбія       | товариський матч                  | -    | 80'      |
| 09-09-2014 | Іст-Ратерфорд  | Бразилія          | 1 – 0                   | Еквадор        | товариський матч                  | -    |          |
| 18-11-2014 | Відень         | Австрія           | 1 – 2                   | Бразилія       | товариський матч                  | -    | 90+2'    |
| 10-06-2015 | Порту-Алегрі   | Бразилія          | 1 – 0                   | Гондурас       | товариський матч                  | -    | 75'      |
| 21-06-2015 | Сантьяго       | Бразилія          | 2 – 1                   | Венесуела      | Копа Америка 2015 - груповий етап | -    | 76'      |
| 09-09-2015 | Фоксборо       | США               | 1 – 4                   | Бразилія       | товариський матч                  | -    | 23'      |
| 09-10-2015 | Сантьяго       | Чилі              | 2 – 0                   | Бразилія       | Відбір до ЧС 2018                 | -    | 35'      |
| 13-10-2015 | Форталеза      | Бразилія          | 3 – 1                   | Венесуела      | Відбір до ЧС 2018                 | -    |          |
| 05-06-2016 | Пасадена       | Еквадор           | 0 – 0                   | Бразилія       | Копа Америка 2016 - 1-й етап      | -    |          |
| 08-06-2016 | Орландо        | Бразилія          | 7 – 1                   | Гаїті          | Копа Америка 2016 - 1-й етап      | -    |          |
| 01-09-2016 | Кіто           | Еквадор           | 0 – 3                   | Бразилія       | Відбір до ЧС 2018                 | -    |          |
| 06-09-2016 | Манаус         | Бразилія          | 2 – 1                   | Колумбія       | Відбір до ЧС 2018                 | -    |          |
| 06-10-2016 | Натал          | Бразилія          | 5 – 0                   | Болівія        | Відбір до ЧС 2018                 | -    |          |
| 11-10-2016 | Мерида         | Венесуела         | 0 – 2                   | Бразилія       | Відбір до ЧС 2018                 | -    |          |
| 10-11-2016 | Белу-Оризонті  | Бразилія          | 3 – 0                   | Аргентина      | Відбір до ЧС 2018                 | -    |          |
| 15-11-2016 | Ліма           | Перу              | 0 – 2                   | Бразилія       | Відбір до ЧС 2018                 | -    |          |
| 23-03-2017 | Монтевідео     | Уругвай           | 1 – 4                   | Бразилія       | Відбір до ЧС 2018                 | -    |          |
| 28-03-2017 | Сан-Паулу      | Бразилія          | 3 – 0                   | Парагвай       | Відбір до ЧС 2018                 | -    | 46'      |
| 01-09-2017 | Порту-Алегрі   | Бразилія          | 2 – 0                   | Еквадор        | Відбір до ЧС 2018                 | -    |          |
| 05-09-2017 | Барранкілья    | Колумбія          | 1 – 1                   | Бразилія       | Відбір до ЧС 2018                 | -    |          |
| 05-10-2017 | Ла-Пас         | Болівія           | 0 – 0                   | Бразилія       | Відбір до ЧС 2018                 | -    | 29'      |
| 10-10-2017 | Сан-Паулу      | Бразилія          | 3 – 0                   | Чилі           | Відбір до ЧС 2018                 | -    | кап.     |
| 14-11-2017 | Лондон         | Англія            | 0 – 0                   | Бразилія       | товариський матч                  | -    |          |
| 3-06-2018  | Ліверпуль      | Бразилія          | 2 – 0                   | Хорватія       | товариський матч                  | -    | 65'      |
| 10-06-2018 | Відень         | Австрія           | 0 – 3                   | Бразилія       | товариський матч                  | -    | 60'      |
| 2-07-2018  | Самара         | Бразилія          | 2 – 0                   | Мексика        | ЧС 2018 - 1/8 фіналу              | -    | 90'      |
| 8-09-2018  | Іст-Ратерфорд  | США               | 0 – 2                   | Бразилія       | товариський матч                  | -    |          |
| 12-09-2018 | Лендовер       | Бразилія          | 5 – 0                   | Сальвадор      | товариський матч                  | 1    |          |
| 12-10-2018 | Ер-Ріяд        | Саудівська Аравія | 0 – 2                   | Бразилія       | товариський матч                  | -    |          |
| 16-10-2018 | Джидда         | Бразилія          | 1 – 0                   | Аргентина      | товариський матч                  | -    |          |
| 16-11-2018 | Лондон         | Бразилія          | 1 – 0                   | Уругвай        | товариський матч                  | -    |          |
| 20-11-2018 | Мілтон-Кінз    | Бразилія          | 1 – 0                   | Камерун        | товариський матч                  | -    |          |
| 26-03-2019 | Прага          | Чехія             | 1 – 3                   | Бразилія       | товариський матч                  | -    |          |
| 6-6-2019   | Бразиліа       | Бразилія          | 2 – 0                   | Катар          | товариський матч                  | -    |          |
| 9-6-2019   | Порту-Алегрі   | Бразилія          | 7 – 0                   | Гондурас       | товариський матч                  | -    | 46'      |
| 14-6-2019  | Сан-Паулу      | Бразилія          | 3 – 0                   | Болівія        | Копа Америка 2019 - груповий етап | -    |          |
| 18-6-2019  | Салвадор       | Бразилія          | 0 – 0                   | Венесуела      | Копа Америка 2019 - груповий етап | -    |          |
| 22-6-2019  | Сан-Паулу      | Перу              | 0 – 5                   | Бразилія       | Копа Америка 2019 - груповий етап | -    |          |
| 27-6-2019  | Порту-Алегрі   | Бразилія          | 0 – 0 (4 – 3 п.п.)      | Парагвай       | Копа Америка 2019 - чвертьфінал   | -    |          |
| 2-7-2019   | Белу-Оризонті  | Бразилія          | 2 – 0                   | Аргентина      | Копа Америка 2019 - півфінал      | -    | 64'      |
| 7-7-2019   | Ріо-де-Жанейро | Бразилія          | 3 – 1                   | Перу           | Копа Америка 2019 - фінал         | -    |          |
| 7-9-2019   | Маямі-Гарденс  | Бразилія          | 2 – 2                   | Колумбія       | товариський матч                  | -    |          |
| 10-9-2019  | Лос-Анджелес   | Бразилія          | 0 – 1                   | Перу           | товариський матч                  | -    |          |
| 10-10-2019 | Сінгапур       | Бразилія          | 1 – 1                   | Сенегал        | товариський матч                  | -    | 45'      |
| 13-10-2019 | Сінгапур       | Бразилія          | 1 – 1                   | Нігерія        | товариський матч                  | -    |          |
| 19-11-2019 | Абу-Дабі       | Бразилія          | 3 – 0                   | Південна Корея | товариський матч                  | -    | кап.     |
| 9-10-2020  | Сан-Паулу      | Бразилія          | 5 – 0                   | Болівія        | Відбір до ЧС 2022                 | 1    |          |
| 13-10-2020 | Ліма           | Перу              | 2 – 4                   | Бразилія       | Відбір до ЧС 2022                 | -    |          |
| 13-11-2020 | Сан-Паулу      | Бразилія          | 1 – 0                   | Венесуела      | Відбір до ЧС 2022                 | -    |          |
| 17-11-2020 | Монтевідео     | Уругвай           | 0 – 2                   | Бразилія       | Відбір до ЧС 2022                 | -    | 90+1'    |
| 3-6-2021   | Порту-Алегрі   | Бразилія          | 2 – 0                   | Еквадор        | Відбір до ЧС 2022                 | -    |          |
| 8-6-2021   | Асунсьйон      | Парагвай          | 0 – 2                   | Бразилія       | Відбір до ЧС 2022                 | -    |          |
| 13-6-2021  | Бразиліа       | Бразилія          | 3 – 0                   | Венесуела      | Копа Америка 2021 - груповий етап | 1    |          |
| 23-6-2021  | Ріо-де-Жанейро | Бразилія          | 2 – 1                   | Колумбія       | Копа Америка 2021 - груповий етап | -    |          |
| 27-6-2021  | Гоянія         | Бразилія          | 1 – 1                   | Еквадор        | Копа Америка 2021 - груповий етап | -    | кап.     |
| 2-7-2021   | Ріо-де-Жанейро | Бразилія          | 1 – 0                   | Чилі           | Копа Америка 2021 - чвертьфінал   | -    |          |
| 5-7-2021   | Ріо-де-Жанейро | Бразилія          | 1 – 0                   | Перу           | Копа Америка 2021 - півфінал      | -    |          |
| 10-7-2021  | Ріо-де-Жанейро | Аргентина         | 1 – 0                   | Бразилія       | Копа Америка 2021 - фінал         | -    | 86'      |
| 2-9-2021   | Сантьяго       | Чилі              | 0 – 1                   | Бразилія       | Відбір до ЧС 2022                 | -    | 84'      |
| 7-10-2021  | Каракас        | Венесуела         | 1 – 3                   | Бразилія       | Відбір до ЧС 2022                 | 1    | 60'      |
| 10-10-2021 | Барранкілья    | Колумбія          | 0 – 0                   | Бразилія       | Відбір до ЧС 2022                 | -    | кап.     |
| 11-11-2021 | Сан-Паулу      | Бразилія          | 1 – 0                   | Колумбія       | Відбір до ЧС 2022                 | -    |          |
| 16-11-2021 | Сан-Хуан       | Аргентина         | 0 – 0                   | Бразилія       | Відбір до ЧС 2022                 | -    | кап.     |
| 1-2-2022   | Белу-Оризонті  | Бразилія          | 4 – 0                   | Парагвай       | Відбір до ЧС 2022                 | -    |          |
| 24-3-2022  | Ріо-де-Жанейро | Бразилія          | 4 – 0                   | Чилі           | Відбір до ЧС 2022                 | -    |          |
| 29-3-2022  | Ла-Пас         | Болівія           | 0 – 4                   | Бразилія       | Відбір до ЧС 2022                 | -    |          |
| 2-6-2022   | Сеул           | Південна Корея    | 1 – 5                   | Бразилія       | товариський матч                  | -    |          |
| 6-6-2022   | Токіо          | Японія            | 0 – 1                   | Бразилія       | товариський матч                  | -    |          |
| 23-9-2022  | Гавр           | Бразилія          | 3 – 0                   | Гана           | товариський матч                  | 1    |          |
| 27-9-2022  | Париж          | Бразилія          | 5 – 1                   | Туніс          | товариський матч                  | -    | 78'      |
| 24-11-2022 | Лусаїл         | Бразилія          | 2 – 0                   | Сербія         | ЧС 2022 - груповий етап           | -    |          |
| 28-11-2022 | Доха           | Бразилія          | 1 – 0                   | Швейцарія      | ЧС 2022 - груповий етап           | -    |          |
| 2-12-2022  | Лусаїл         | Камерун           | 1 – 0                   | Бразилія       | ЧС 2022 - груповий етап           | -    | 55'      |
| 5-12-2022  | Доха           | Бразилія          | 4 – 1                   | Південна Корея | ЧС 2022 - 1/8 фіналу              | -    |          |
| 9-12-2022  | Ер-Раян        | Хорватія          | 1 – 1 д.ч. (4 – 2 п.п.) | Бразилія       | ЧС 2022 - чвертьфінал             | -    | 77'      |
| Усього     |                | Матчів            | 76                      |                | Голів                             | 5    |          |

## Досягнення
- Володар Кубка Лібертадорес (1):

«Корінтіанс»: 2012
- Чемпіон Франції (10):

«Парі Сен-Жермен»: 2013-14, 2014-15, 2015-16, 2017-18, 2018-19, 2019-20, 2021-22, 2022-23, 2023-24, 2024-25
- Володар Кубка Франції (8):

«Парі Сен-Жермен»: 2014-15, 2015-16, 2016-17, 2017-18, 2019-20, 2020-21, 2023-24, 2024-25
- Володар Кубка французької ліги (6):

«Парі Сен-Жермен»: 2013-14, 2014-15, 2015-16, 2016-17, 2017-18, 2019-20
- Володар Суперкубка Франції (11):

«Парі Сен-Жермен»: 2013, 2014, 2015, 2016, 2017, 2018, 2019, 2020, 2022, 2023, 2024
- Переможець Ліги чемпіонів УЄФА (1):

«Парі Сен-Жермен»: 2024–25
- Володар Суперкубка УЄФА (1):

«Парі Сен-Жермен»: 2025
- Чемпіон Південної Америки (U-17): 2011
- Чемпіон Південної Америки (U-20): 2001
- Олімпійський чемпіон (1): 2016
- Переможець Суперкласіко де лас Амерікас: 2018
- Переможець Кубка Америки: 2019
- Срібний призер Кубка Америки: 2021